# امارات.
امارات. (emarat, punycode: .xn--mgbaam7a8h) és l'escriptura Àrab internacionalitzada ccTld (codi territorial camp superior) per als Emirats Àrabs Units. Va entrar en funcionament el 5 de maig de 2010. El codi dels Emirats Àrabs Units ccTld en llatí és .ae.